# Pita elegant
La pita elegant (Pitta elegans) és una espècie d'ocell de la família dels pítidss (Pittidae).

## Hàbitat i distribució
Habita els boscos de les Illes Petites de la Sonda i altres dins Indonèsia.

## Taxonomia
Modernament alguns autors han considerat espècies de ple dret les poblacions de les illes Petites de la Sonda més occidentals i les de les illes al voltant de mar de Banda:

- Pitta concinna Gould, 1857, de les illes Nusa Penida, Lombok, Sumbawa, Flores, Adonara, Lomblen i Alor.
- Pitta vigorsii Gould, 1838, de les illes Banda, Watubela, Kai, Tanimbar, Babar, Sermata, Damar i Romang.